# Pik Dschigit
Der Pik Dschigit (russisch Пик Джигит) ist ein Berg im Tian Shan in Zentralasien.
Er ist mit 5170 m der zweithöchste Berg im Terskej-Alatau. Der vergletscherte Berg befindet sich im Oblus Yssyk-Köl im Osten von Kirgisistan – 5,62 km ostnordöstlich vom Pik Karakol. Ein etwa 4320 m hoher Sattel trennt die beiden Berge.

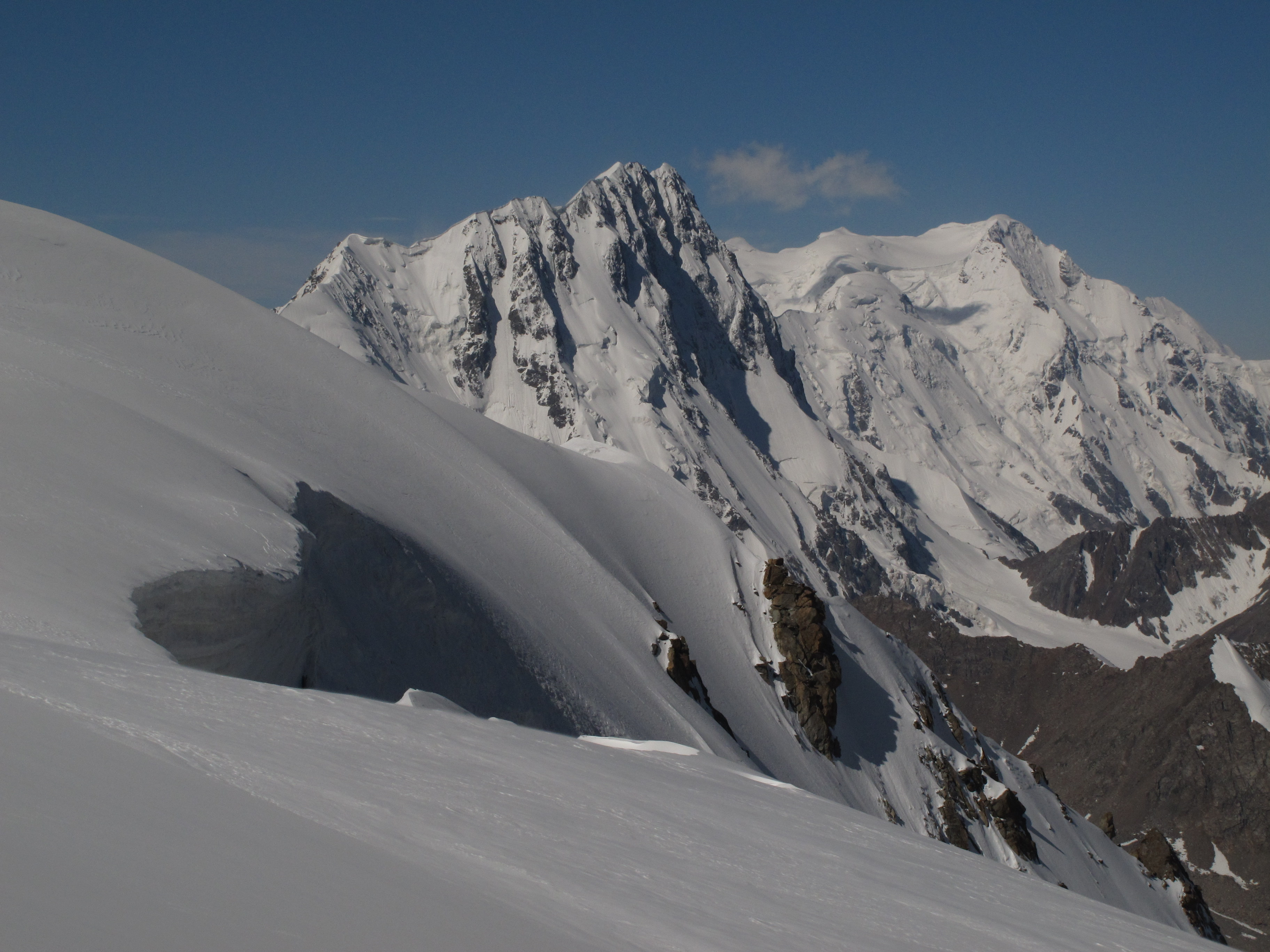
Pik Dschigit (links) und Pik Karakol
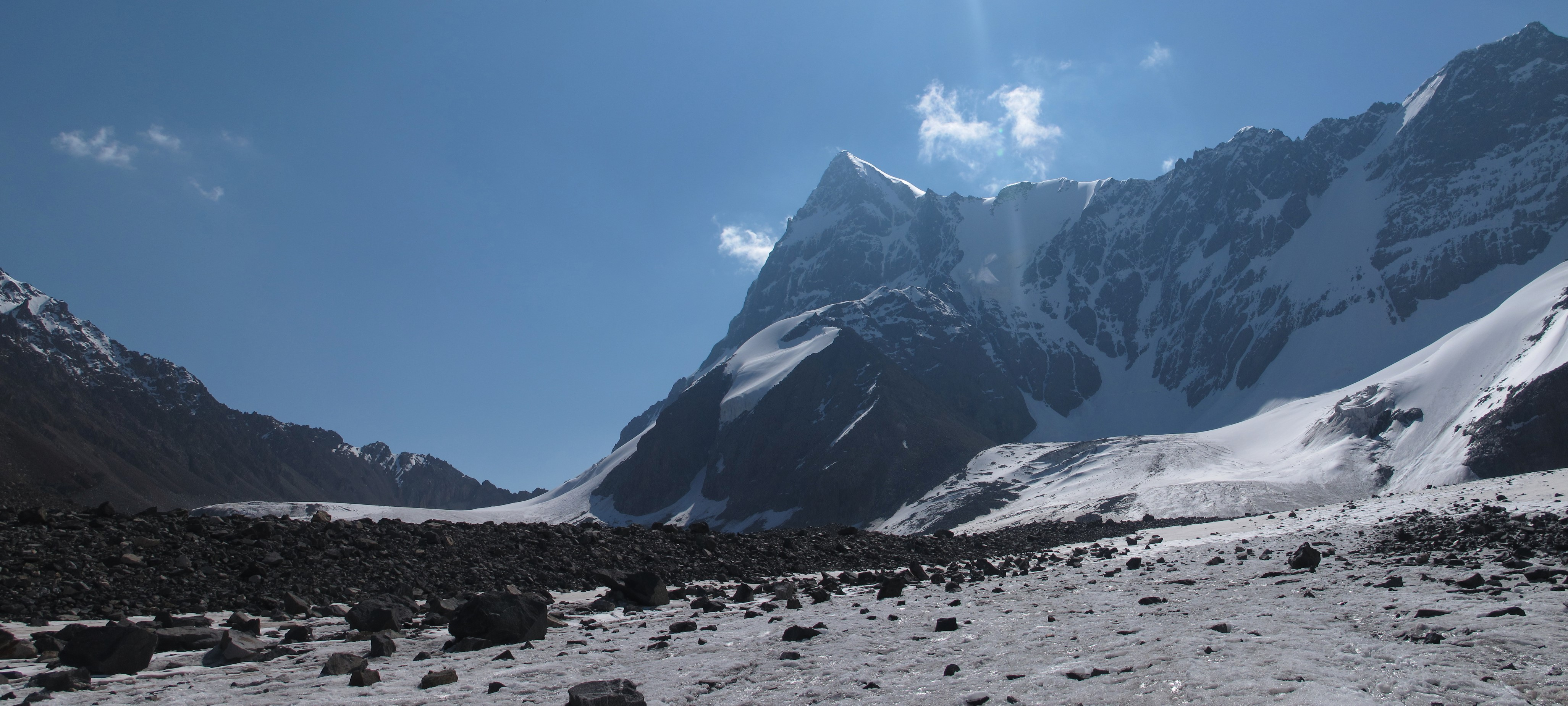
Dschigit Nordwestwand